# Авангард (Дрогобич)
«Авангард» — українська радянська футбольна команда з міста Дрогобича.

## Історія створення
У 1960 р. в Дрогобичі існувала команда під назвою "Авангард", яка виступала у зоні Б чемпіонату Львівської області. Але більш відомим став інший "Авангард", котрий існував з  1983 р. по 1988 р. Перед сезоном 1983 р. команда "Хімік" змінила назву на "Авангард" у зв'язку з переведенням на баланс іншого підприємства - експериментально-механічного заводу спеціального обладнання, який також утримував команду "Газовик", що успішно брала участь у першості Дрогобича. Напередодні сезону 1989 р. у місті прийняли рішення створити футбольний клуб "Нафтовик", що потягнуло за собою чергову зміну назви команди, котра була ліквідована у зв'язку зі створенням у грудні 1989 р. ФК Галичина (Дрогобич).
Брала участь у чемпіонатах і кубках Львівської області та чемпіонаті й кубку УРСР серед команд колективів фізкультури. Протягом 1983-1989 рр. "Авангард" у всіх офіційних турнірах зіграв 226 матчів проти 40-а команд.

## Досягнення

### Кубок Українисеред аматорів
- Фіналіст – 1987

### Чемпіонат Львівської області (клубний залік)
- Срібний призер – 1986 рік
- Бронзовий призер - 1987 рік

### Чемпіонат Львівської області (дорослі склади)
Срібний призер - 1987 рік
Бронзовий призер - 1986 рік

## Чемпіонат Львівської області 1986 року

### Клубний залік
1. «Цементник» (Миколаїв) – 78 очок.
2. «Авангард» (Дрогобич) – 71 очко.
3. «Авангард» (Добромиль) – 70 очок.

### Дорослі склади
1. «Цементник» (Миколаїв) – 55 очок.
2. «Спартак» (Самбір) – 51 очко.
3. «Авангард» (Дрогобич) – 47 очок.

## Чемпіонат Львівської області 1987 року

### Клубний залік
| М | Команда                | І  | В  | Н  | П  | М     | О  |
| 1 | «Авангард» (Жидачів)   | 36 | 23 | 3  | 10 | 66:27 | 67 |
| 2 | «Шахтар» (Червоноград) | 36 | 15 | 14 | 7  | 43:26 | 62 |
| 3 | «Авангард» (Дрогобич)  | 36 | 18 | 6  | 12 | 57:41 | 60 |

### Дорослі склади
1. «Авангард» (Жидачів) – 46 очок.
2. «Авангард» (Дрогобич) – 43 очка.
3. «Спартак» (Самбір) – 41 очко.

## Кубок УРСР 1987 року
| Рік  | Стадія      | Суперник                               | Рахунок                     |
| 1987 | 1/16 фіналу | «Авангард» — «Легмаш» (Чернівці)       | +:–                         |
|      | 1/8 фіналу  | «Корчагінець» (Шепетівка) — «Авангард» | 0:0, по пенальті 3:4        |
|      | 1/4 фіналу  | «Авангард» — «Бистриця» (Надвірна)     | 3:1                         |
|      | 1/2 фіналу  | «Авангард» — «Більшовик» (Київ)        | 2:1                         |
|      | фінал       | «Авангард» — «Південьсталь» (Єнакієве) | 2:0, 0:3 (у додатковий час) |

1/4 фіналу — «Авангард» — «Бистриця» (Надвірна) — 3:1 (В. Берездецький, Б. Пирч, В. Карпин)
1/2 фіналу — 30.08.1987. Дрогобич, 12000 глядачів. Головний суддя М. Ступар (Івано-Франківськ). «Авангард» — «Більшовик» (Київ) — 2:1 (Ю. Широков (86 хв., 113 хв.) — І. Дейнеко (17 хв.)). Попереджено О. Агасимова.
«Авангард»: І. Коваль, І. Чапля, М. Козоріз, Т. Гірший, І. Пилипів, Б. Риб'як, В. Берездецький (В. Тарас, 23), Ю. Мінько, Ю. Широков, В. Карпин, Б. Пирч.
«Більшовик»: С. Долинський, С. Бергавін, І. Расколов. О. Адаменко, О. Шклярук (В. Новаченко, 30), С. Каштанов, І. Цап, О. Агасимов, О. Коновал, І. Бондар, І. Дейнеко (В. Бабич, 69).
фінал — 25.10.1987. Дрогобич, 15000 глядачів. Головний суддя Я. Моцьо (Дрогобич). «Авангард» — «Південьсталь» (Єнакієве) — 2:0 (Б. Пирч (10 хв.), М. Козоріз (50 хв.)). На 90-й хв. Б. Пирч не реалізував пенальті. Попереджено А. Шмоніна, П. Сидоренка.
«Авангард»: І. Коваль, І. Чапля, М. Козоріз, Т. Гірший, С. Греділь, Б. Риб'як, В. Тарас (В. Берездецький, 53), Ю. Мінько, Ю. Широков, В. Карпин (А. Янів, 80), Б. Пирч. «Південьсталь»: О. Громов. В. Мойсеєв, С. Панасюк, П. Сидоренко, О. Васютич, Ю. Левашов (С. Артемов, 80), М. Барабаш (М. Льговський, 77), Г. Голочев (О. Кропівін, В. Грошов, А. Шмонін (М. Панасюк, 80), О. Голубєв (Г. Карпенко, 80).
1.11.1987. Єнакієве, 8000 глядачів. Головний суддя С. Балакін (Київ). «Південьсталь» — «Авангард» — 3:0 (О. Васютич (19 хв., 102 хв. — обидва з пенальті), В. Громов (89 хв.)). Попереджено Ю. Левашова. Вилучено В. Мойсеєва, І. Пилипіва.
«Південьсталь»: І. Бабичев. В. Мойсеєв, С. Панасюк (С. Артамонов, 70), П. Сидоренко, О. Васютич, Ю. Левашов (І. Панасюк, 72), І. Велютін (О. Кропівін, 80), О. Данилевич, В. Громов, О. Шмонін, О. Голубєв.
«Авангард»: І. Коваль, С. Греділь, М. Козоріз, І. Пилипів, Т. Гірший, Б. Риб'як, Ю. Широков, Ю. Мінько (В. Берездецький, 87), В. Тарас (В. Карпин, 46), Б. Пирч (А. Янів, 85).

## Чемпіонат УРСР серед кфк 1988 року
1-а зона
| №   | Команда                  | І  | В  | Н | П  | М     | О  |
| 1.  | «Нива» Бережани          | 18 | 12 | 4 | 2  | 29-16 | 28 |
| 2.  | «Підшипник» (Луцьк)      | 18 | 11 | 4 | 3  | 35-10 | 26 |
| 3.  | «Прилад» Мукачеве        | 18 | 8  | 6 | 4  | 22-18 | 22 |
| 4.  | «Зірка» Житомир          | 18 | 8  | 3 | 7  | 21-24 | 19 |
| 5.  | «Цукровик» Чортків       | 18 | 8  | 2 | 8  | 24-26 | 18 |
| 6.  | «Буревісник» Кам.-Поділ. | 18 | 7  | 4 | 7  | 19-22 | 18 |
| 7.  | «Інтеграл» Вінниця       | 18 | 7  | 1 | 10 | 27-30 | 15 |
| 8.  | «Бистриця» Надвірна      | 18 | 4  | 5 | 9  | 15-24 | 13 |
| 9.  | «Емальпосуд» Чернівці    | 18 | 5  | 2 | 11 | 21-34 | 12 |
| 10. | «Авангард» Дрогобич      | 18 | 5  | 0 | 13 | 15-24 | 10 |

## Форма
Білі футболки, білі або чорні шорти, білі гетри.

## Президенти клубу
Анатолій Веселовський (лютий - липень 1989 р.)
Роман Михайлович Русевич (липень - грудень 1989 р.)

## Тренери
- Ігор Пилипів (1983)
- Ярослав Стахович Дурибаба  (1985-липень 1989)
- Хосе Йосипович Турчик (липень-грудень 1989)

## Найвідоміші гравці
- Василь Берездецький
- Тарас Гірший
- Ігор Гіщак
- Степан Греділь
- Володимир Журавчак
- Василь Карпин
- Микола Козоріз
- Михайло Луців
- Віталій Малик
- Юрій Мінько
- Олександр Мулиндін
- Зенон Павлишак
- Анатолій Петрик
- Ігор Пилипів
- Богдан Пирч
- Роман Плісак
- Сергій Райко
- Богдан Риб'як
- Володимир Спориняк
- Володимир Тарас
- Юрій Широков